# Quico Cortés
Francisco Cortés Juncosa, surnommé Quico Cortés, né le 29 mars 1983 à Terrassa dans la province de Barcelone, est joueur de hockey sur gazon international espagnol qui évolue au poste de gardien de but au Club Egara.

## Palmarès

### Sélection nationale
- Jeux olympiques :
  -  Médaillé d'argent lors des Jeux de Pékin en 2008.
- Coupe du monde :
  -  Médaillé de bronze lors de la Coupe du monde 2006.
- Champions Trophy :
  - Vainqueur : 2004.
  - Finaliste : 2008 et 2011.
  - Troisième : 2005 et 2006.